# Trichocolletes platyprosopis
Trichocolletes platyprosopis  is een vliesvleugelig insect uit de familie Colletidae. 
De soort komt alleen voor in West-Australië.